# CSI: 3 Dimensions of Murder
CSI: 3 Dimensions of Murder is een computerspel uit 2006 gebaseerd op de televisieserie CSI: Crime Scene Investigation. Het is het derde spel in de CSI-serie en ontwikkeld door Telltale Games. Het spel werd uitgebracht door Ubisoft voor Windows. In 2007 kwam er een versie voor de PlayStation 2 uit, ontwikkeld door Ubisoft Sofia.
Net als in de vorige spellen moet de speler vijf zaken zien op te lossen waarvan de vijfde te maken heeft met de voorgaande vier.
De naam 3 Dimensions of Murder (vertaald: drie dimensies van moord) slaat op het feit dat in dit spel de speler verzamelde bewijsstukken vanuit elke mogelijke hoek kan bekijken en analyseren. In de vorige spellen kon de speler een bewijsstuk maar vanuit 1 positie bekijken.

## De zaken

### Case 1: Pictures at an Execution
Een rijk fotomodel wordt dood gevonden in een kunstgalerie de dag voor haar huwelijk. Het moordwapen is vermoedelijk een peperduur haviksbeeld, dat na de moord is gestolen. Daarnaast blijken er in de galerie dingen te gebeuren die het daglicht niet verdragen. De speler werkt samen met Warrick Brown.

### Case 2: First Person Shooter
De speler werkt samen met Nick Stokes om te ontdekken wat de ware toedracht is achter een moord die plaats heeft gevonden in een videospelbeurs. De CEO van een videospelcompagnie dat op het punt stond een videospel groots uit te brengen is doodgeschoten.
Deze zaak maakt tevens op een dramatische maar ook licht humoristische manier gebruik van de reacties van fans op het nieuws dat het computerspel Sam & Max Freelance Police niet door zou gaan.

### Case 3: Daddy's Girl
De dochter en erfgename van een rijke casino-eigenaar wordt vermist. In haar appartement vindt het team een grote plas bloed, vezels en vingerafdrukken, maar van een lijk ontbreekt ieder spoor. De speler werkt samen met Sara Sidle.

### Case 4: Rough Cut
De zoon van een prominente landgoedarchitect wordt dood gevonden bij zijn tent in de Nevada-woestijn. Is hij het slachtoffer van vergiftiging, een politieke moord of is er iets anders aan de hand? De speler werkt samen met Greg Sanders aan deze zaak.

### Case 5: The Big White Lie
Een niet al te geliefde privédetective wordt dood gevonden in een steegje. De doodsoorzaak is een kogelwond. Bij het nagaan van de laatste momenten van de man stuit het team op een netwerk van leugens en corruptie waar ook de voorgaande zaken bij betrokken blijken te zijn. Wie heeft het fatale schot afgevuurd en werkte die persoon wel alleen? De speler krijgt hulp van Gil Grissom en Catherine Willows.